# Śremski Klub Petanque
Śremski Klub Pétanque – klub pétanque ze Śremu, należący do Polskiej Federacji Pétanque.

## Powstanie klubu
Klub powstał 14 grudnia 2007 roku w wyniku zebrania założycielskiego śremskich graczy, po jednym sezonie gry w boule. Na zebraniu ustalono nazwę klubu: „Śremski Klub Petanque”. Zebrani członkowie założyciele postanowili, że Zarząd Klubu w pierwszej, dwuletniej kadencji będzie działał w składzie pięcioosobowym. Do Zarządu powołano: Andrzeja Sztylera, Dariusza Kaczmarka, Grzegorza Pawlaka, Marka Maćkowiaka i Szymona Wojciechowskiego.

## Bulodromy

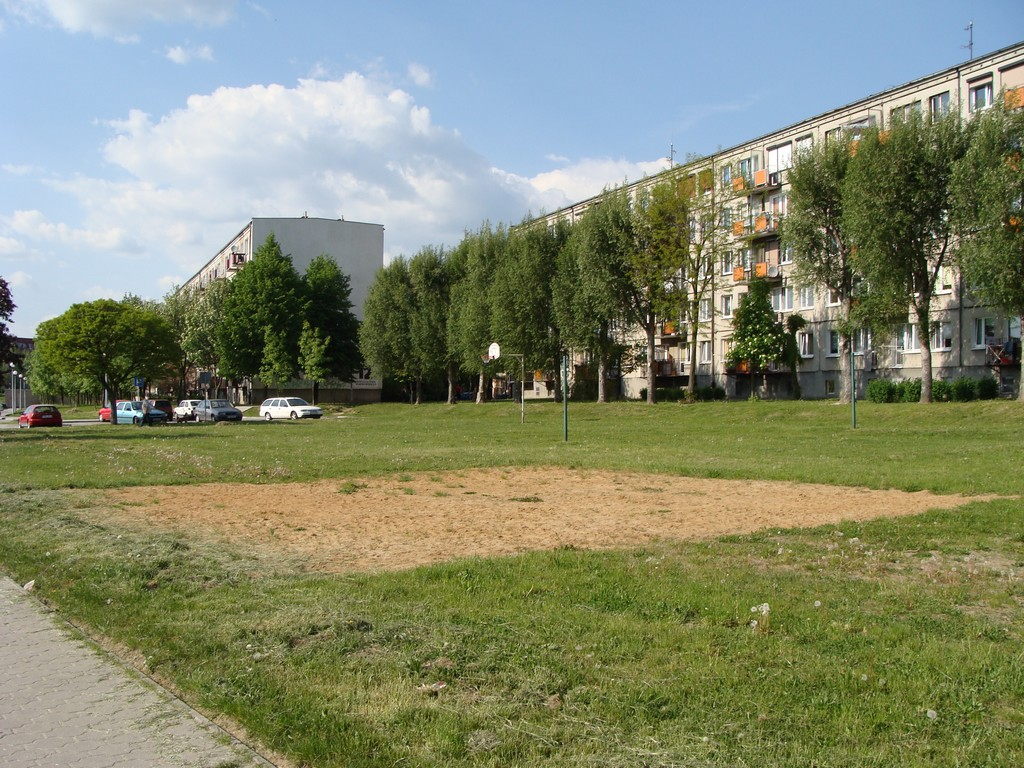
Pierwszy plac gry w Śremie

Śremski Klub Petanque początkowo grał na małym bulodromie, wybudowanym na trawniku pod jednym z bloków mieszkalnych w Śremie. Obecnie ma do dyspozycji blisko 40 torów do gry, które spełniają wymagania regulaminowe FIPJP. Place do gry są położone w środku miasta na terenach Miejskiego Ośrodka Sportu i Rekreacji. Budowa placów trwała dwa lata. Boiska Śremskiego Klubu Petanque posiadają sztuczne oświetlenie.
W Śremie boiska do gry posiadają dwa rodzaje podłoża:
- „Jedynka” – pierwszy plac kilkunastu boisk charakteryzuje się podłożem twardszym o nawierzchni żwirowej, przysypanej kamykami, które utrudniają możliwość ustawienia bul blisko celu.
- Centralny, a zarazem główny, plac utworzony z połączenia „Dwójki” oraz „Trójki” jest terenem miękkim, lecz jego utrudnieniem jest faliste oraz kamieniste podłoże.

Klub co roku organizuje turniej, podczas którego dublety walczą o możliwość nadania nazwy dla bulodromu.

## Bursztynowa Bula
Nagroda wręczana śremskiemu zawodnikowi, laureatowi indywidualnej klasyfikacji w dziewięciu wybranych turniejach mistrzowskich, pucharowych i klasy OPEN, po trzy z każdej kombinacji – single, dublety, triplety. Do klasyfikacji brane są po dwa najlepiej punktowane turnieje z każdej kombinacji. Zwycięzca po zakończonym sezonie otrzymuje statuetkę Bursztynową Bulę.
- Single: Puchar Polski Singli, Indywidualne Mistrzostwa Śremu oraz Klubowe Single rozgrywane na przełomie lato/jesień
- Dublety: Puchar Polski Dubletów, Mistrzostwa Śremu Dubletów + dodatkowy turniej w Polsce
- Triplety: Puchar Polski Tripletów, jedna z Eliminacji Mistrzostw Polski Seniorów oraz Mistrzostwa Śremu Tripletów

„Bursztynki” – zdobywcy Bursztynowej Buli, dla najlepszego gracza sezonu:
- 2015 – Leszek Złotowski
- 2014 – Leszek Złotowski
- 2013 – Mateusz Wojna
- 2012 – Mateusz Wojna
- 2011 – Mateusz Wojna
- 2010 – Daniel Cichocki
- 2009 – Dawid Wojciechowski
- 2008 – Marek Maćkowiak[2]

## Śremska Liga Petanque
W rozgrywkach Śremskiej Ligi Petanque, bierze udział około 100 graczy ze Śremu i okolic. Obecnie Śremska Liga Petanque, podzielona jest na dwie ligi. W pierwszej lidze bierze udział 14 drużyn, a w drugiej 10 zespołów. Aby zmniejszyć liczbę zespołów w pierwszej lidze, w obecnym sezonie (2011) cztery najgorsze drużyny spadają automatycznie, w miejsce których wchodzą dwa najlepsze zespoły II ligi. O miano w I lidze walczyć będą również teamy z miejsc 9-tego I ligi, ze zdobywcą 3-go m-ca II ligi w tzw. barażach.
Mistrz Śremskiej Ligi Petanque:
- 2015 Egzekutorzy – Jacek Boinski, Witold Bartkowiak
- 2014 Złoty Team – Leszek Złotowski, Marek Maćkowiak, Piotr Wojna, Mateusz Wojna
- 2013 Nieruchomości Milicki – Piotr Milicki, Sławomir Łuszczewski, Piotr Milicki jr, Leszek Złotowski, Paweł Kłosowicz
- 2012 Nieruchomości Milicki – Piotr Milicki, Sławomir Łuszczewski, Piotr Sobolewski, Piotr Milicki jr
- 2011 Defor – Artur Ratajczak, Marcin Barnak, Michał Pieprzyk, Krzysztof Borowiak jr., Dawid Wojciechowski
- 2010 Tydzień Team – Jan Zalewski, Andrzej Sztyler, Karol Kowalski, Paweł Pieprzyk
- 2009 Defor – Artur Ratajczak, Marcin Barnak, Michał Pieprzyk, Daniel Cichocki
- 2008 Milicki Team – Maciej Milicki, Jolanta Milicka, Bartosz Milicki, Jakub Grewling
- 2007 Krówka Mała – Grzegorz Pawlak, Maciek Tempski, Bartosz Obrzut, Piotr Tempski[3]

## Turnieje
ŚKP dzięki staraniom jest organizatorem corocznych Klubowych Mistrzostw Polski, największej imprezy organizowanej przez Śremski Klub Petanque. Klub organizuje również inne turnieje:
- rozpoczynający nowy sezon pétanque, wiosenny turniej 3-majowych singli[4]
- turniej dubletów organizowany na jesień o miano nadania nazwy bulodromu[5]
- Mistrzostwa Śremu Singli, Dubletów, Tripletów pod patronem PFP
- klubowe single rozgrywane na przełomie lato/jesień[6].

Ponadto klub co roku organizuje w pierwszą niedzielę Nowego Roku turniej soft-petanque. Podczas rozgrywania turnieju odbywają się imprezy towarzyszące, z których dochód przeznaczany jest w całości na cele dobroczynne.

## Sukcesy
2015
- I m-ce Puchar Polski Singlistów (Mateusz Wojna)
- II m-ce Młodzieżowe Mistrzostwa Polski (Mateusz Wojna, w składzie z reprezentantami Myślenickiego Klubu Petanque Dawidem Żądło i Mariuszem Kasperkiem)
- I m-ce Puchar Polski Par Mieszanych (Grażyna Wojciechowska, Leszek Złotowski)

2014
- II m-ce Puchar Polski Dubletów (Marek Maćkowiak, Leszek Złotowski)
- II m-ce Mistrzostwa Polski Seniorów (Piotr Wojna, Mateusz Wojna, Leszek Złotowski i Marek Maćkowiak)
- II m-ce Mistrzostwa Polski Kobiet w konkursie strzału precyzyjnego (Grażyna Wojciechowska)
- III m-ce Mistrzostwa Polski Kobiet (Grażyna Wojciechowska i Ilona Pawlak, w składzie z reprezentantkami klubu ŚKPP Buler Śrem Lidią Marcinkowską i Moniką Małaszczuk)
- III m-ce Mistrzostwa Polski Weteranów (Marek Maćkowiak i Leszek Klinowski, w składzie z reprezentantem klubu KSP Jedlina-Zdrój Krzysztofem Borowiakiem)
- II m-ce Klubowe Mistrzostwa Polski (Anna Misiorna, Ilona Pawlak, Jacek Boinski, Sławomir Łuszczewski, Marek Maćkowiak, Mirosław Misiorny, Piotr Sobolewski, Tadeusz Tomczak, Mateusz Wojna, Piotr Wojna, Leszek Złotowski)
- I m-ce Puchar Polski Tripletów (Jacek Boinski, Piotr Sobolewski, Leszek Złotowski)
- II m-ce Halowy Puchar Polski Tripletów (Sławomir Łuszczewski, w składzie z reprezentantami klubu ŚKPP Buler Śrem Piotrem Milickim i Januszem Małaszczukiem)
- III m-ce Halowy Puchar Polski Tripletów (Piotr Wojna, Marek Maćkowiak, Mateusz Wojna)

2013
- III m-ce Mistrzostwa Polski Kobiet w konkursie strzału precyzyjnego (Grażyna Wojciechowska)

2012
- III m-ce Mistrzostwa Polski Kobiet (Grażyna Wojciechowska i Ilona Pawlak, w składzie z reprezentantkami klubu ŚKPP Buler Śrem Lidią Marcinkowską i Moniką Małaszczuk)
- II m-ce Puchar Polski Dubletów (Piotr Sobolewski, w składzie z reprezentantem klubu ŚKPP Buler Śrem Leszkiem Złotowskim)

2011
- I m-ce Mistrzostwa Polski Juniorów (Dawid Wojciechowski, w składzie z reprezentantami klubu KSP „Słowianka” Gorzów Wielkopolski Maciejem Hańczukiem, Mateuszem Kondratem oraz Pawłem Pieprzykiem z ŚKPP Buler Śrem)
- II m-ce Mistrzostwa Polski Juniorów (Mateusz Wojna, w składzie z reprezentantami klubu KSP Jedlina-Zdrój Sergiuszem Gądkiem oraz Patrykiem Witkowskim)
- III m-ce Mistrzostwa Polski Juniorów w konkursie strzału precyzyjnego (Dawid Wojciechowski)
- III m-ce Mistrzostwa Polski Seniorów (Dawid Wociechowski, w składzie z reprezentantami klubu KSP „Słowianka” Gorzów Wielkopolski Maciejem Hańczukiem, Mateuszem Kondratem oraz Pawłem Pieprzykiem z ŚKPP Buler Śrem)
- III m-ce Halowy Puchar Polski Tripletów (Piotr Milicki, Sławomir Łuszczewski, Piotr Sobolewski)

2010
- II m-ce Mistrzostwa Polski Juniorów (Daniel Cichocki, Mateusz Wojna, Dawid Wojciechowski)
- II m-ce Mistrzostwa Polski Juniorów w konkursie strzału precyzyjnego (Mateusz Wojna)
- III m-ce Mistrzostwa Polski Juniorów w konkursie strzału precyzyjnego (Krzysztof Borowiak jr.)
- III m-ce Puchar Polski Singlistów (Mateusz Wojna)
- II m-ce Puchar Polski Dubletów (Szymon Wojciechowski, Daniel Cichocki)[8]

2009
- II m-ce Mistrzostwa Polski Juniorów (Daniel Cichocki, Mateusz Wojna, Dawid Wojciechowski)
- III m-ce Mistrzostwa Polski Juniorów w konkursie strzału precyzyjnego (Dawid Wojciechowski)
- III m-ce Mistrzostwa Polski Juniorów (Krzysztof Borowiak jr., w składzie z reprezentantami klubu SKKF Sudety Boguszów-Gorce Sergiuszem Gądkiem oraz Patrykiem Witkowskim)
- I m-ce w II lidze Klubowych Mistrzostw Polski i jednoczesny awans do najwyższej klasy rozgrywek (Bartosz Milicki, Jakub Grewling, Mateusz Wojna, Marek Maćkowiak, Hubert Maćkowiak, Janusz Stępniak)
- III m-ce Puchar Polski Dubletów (Jakub Grewling, Dawid Wojciechowski)